# Ri Sung-gi

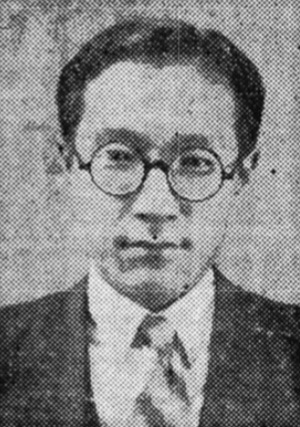
Ri Sung-gi (1939)

Ri Sung-gi (* 1. Oktober 1905 in Damyang; † 8. Februar 1996), auch Lee Sŭng-ki oder Yi Sung-gi transkribiert, war ein nordkoreanischer Chemiker. Er gilt als einer der drei Erfinder der Kunstfaser namens Vinalon. Ihm wurde auch eine Beteiligung am nordkoreanischen Chemie- und Atomwaffenprogramm vorgeworfen.
Ri wurde 1905 in Damyang, Jeollanam-do, geboren. Er schloss an der örtlichen Volksschule (kor. 보통학교, pot’ong hakkyo) ab und erhielt 1931 seinen Abschluss in Chemie an der Universität Kyōto. Er entwickelte 1939 zusammen mit zwei japanischen Kollegen Vinalon. Nach der Unabhängigkeit Koreas von der japanischen Besatzung beteiligte er sich 1946 am Umbau der Kaiserlichen Universität Keijō zur Universität Gyeongseong, lehnte jedoch die Zusammenlegung mit anderen Einrichtungen zur Seoul National University unter der amerikanischen Militärregierung ab. Nach dem Ausbruch des Koreakrieges 1950 lief er in den Norden über.
Ri Sung-gi wurde 1962 mit dem Lenin-Preis ausgezeichnet. Im Juni 1965 wurde er Leiter des nordkoreanischen Forschungsinstituts für Atomenergie. Im Jahr 1984 wurde er Leiter der Abteilung Hamhŭng der Akademie der Wissenschaften.
Als Abgeordneter der Obersten Volksversammlung wurde er 1962, 1967, 1972, 1982, 1986 und 1990 gewählt.
Er starb 1996 und wurde auf dem Friedhof der patriotischen Märtyrer (애국렬사릉) in Sinmi-dong, Pjöngjang, beigesetzt.